# Oxydia vesulia
Oxydia vesulia är en fjärilsart som beskrevs av Pieter Cramer 1779. Oxydia vesulia ingår i släktet Oxydia och familjen mätare. Inga underarter finns listade i Catalogue of Life.

## Bildgalleri

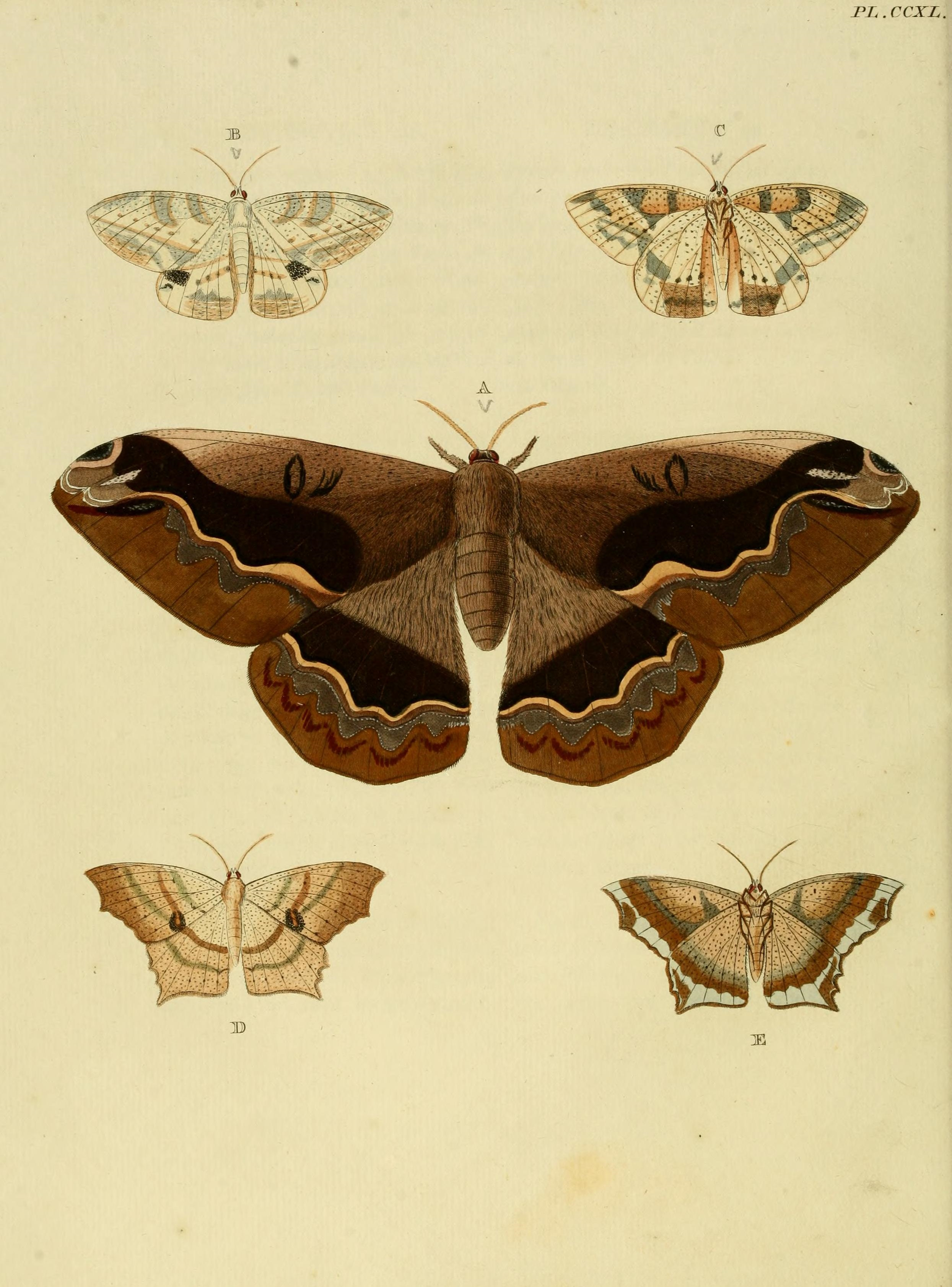